# Aire urbaine du Havre

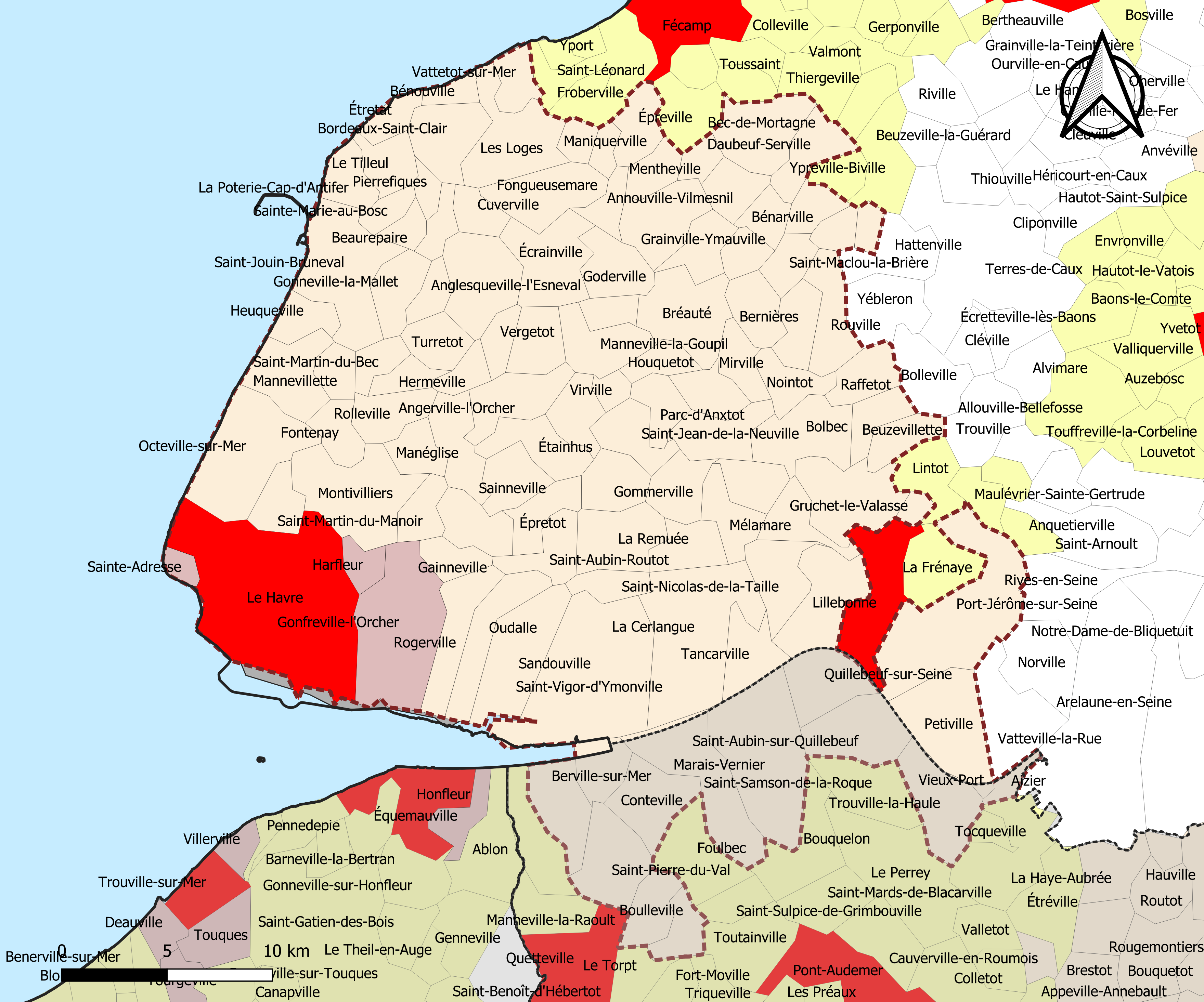
Carte des alentours du Havre

L'aire urbaine du Havre est une aire urbaine française centrée sur les dix-huit communes de l'unité urbaine du Havre. Composée selon la délimitation 2010 de l'INSEE de 81 communes, toutes situées en Seine-Maritime, elle comptait 290 890 habitants en 2012.

## Composition en 2010
La délimitation 2010 de l'aire urbaine du Havre inclut dix communes supplémentaires par rapport à celle de 1999. Une commune a été séparée de l'aire urbaine : Mélamare, rattachée à l'unité urbaine de Bolbec, elle-même multipolarisée.

## Composition en 1999
D'après la définition qu'en donne l'INSEE, l'aire urbaine du Havre est composée de 72 communes, situées dans la Seine-Maritime. Ses 296 773 habitants font d'elle la 27e aire urbaine de France.
14 communes de l'aire urbaine sont des pôles urbains.
Le tableau suivant détaille la répartition de l'aire urbaine sur le département (les pourcentages s'entendent en proportion du département) :
| Département    | Communes | Communes (%) | Superficie (km²) | Superficie (%) | Population (1999) | Population (%) |
| -------------- | -------- | ------------ | ---------------- | -------------- | ----------------- | -------------- |
| Seine-Maritime | 72       | 9,7          | 615,39           | 9,6            | 296 773           | 23,9           |